# TuneIn Radio
TuneIn Radio（チューンインラジオ）とは、インターネットラジオやポッドキャストなどをネット配信するウェブサービスである。

## 概要
2002年、ビル・ムーアがアメリカテキサス州ダラスで創業してカリフォルニア州パロアルトに本社をおき、アメリカ、ヨーロッパ各国、日本など世界各国のラジオ放送やインターネットラジオ約8万局、ポッドキャスト約200万件を配信している。パソコン、スマートフォン、タブレット端末、ネットワーク対応テレビなどへ専用アプリケーションソフトウェアを提供しており、スマートフォン、タブレット端末、Windows 8には無料版と有料版TuneIn Radio Proがある。アメリカ製自動車などの一部カーオーディオも対応している。

## 歴史
- 2002年、ビル・ムーアが、テキサス州ダラスにてRadioTimeとして創業する。
- 2005年、RadioTimeに登録された放送局等が4万4000件を超える。
- 2009年9月3日、iOS版TuneIn Radio Proを発表する。
- 2010年
  - 現行のブランド名「TuneIn」を使用開始し、セコイア・キャピタルの出資を受ける。
  - 3月12日、Android版TuneIn Radioを発表する。
  - 11月、Android版TuneIn Radio Proを発表する。
  - 11月13日、iPad版TuneIn Radio Proを発表する。
- 2011年
  - 2月、Windows Phone版TuneIn Radioを発表する。
  - 4月19日、iOS版TuneIn Radioを発表する。
  - 11月、寄付ボタンを追加する。
- 2012年8月、グーグルベンチャー（英語版）とJafco America Ventures Inc.から、合わせて1600万ドルの出資を受ける。

## 聴取方法
スマートフォンやタブレット端末
無料版または有料版アプリケーションソフトウェアを導入して聴取する。
パソコン
Windows 8はModern UI版アプリケーションソフトウェアを導入して聴取する。その他OSはTuneIn Radioのwebサイト上で聴取する。

## 対応機器
スマートフォン
iPhone、Android端末、Windows Phone、BlackBerry
タブレット端末
iPad、iPod touch、Android端末、Amazon Kindle
テレビその他機器
サムソン SmartTV、パナソニック VIERA、Roku製品、Sonos製品、ロジクールオーディオ製品、SONYスマホ・タブレット対応ワイヤレススピーカーの一部製品、マルチコネクトコンポの一部製品
カーオーディオ
シボレー、フォード、テスラモーターズ

## 聴取可能コンテンツ

### 日本
- SimulRadioに対応したコミュニティFM局[1]
- JCBAインターネットサイマルラジオに対応したコミュニティFM局[2]
- 独自のインターネットサイマル配信を、TuneIn Radioに対応させているコミュニティFM局
  - さっぽろ村ラジオ[3]、エフエムしろいし[4]、FMかほく[5]、京都三条ラジオカフェ[6]、ラヂオきしわだ[7]、エフエムつやま[8]、おおすみ半島コミュニティ放送ネットワーク[9]、FMいちのみや[10]
- NHKラジオ第1放送[注釈 2]、NHKラジオ第2放送、NHK-FM放送[注釈 2]、NHKワールド・ラジオ日本[11]
- OTTAVA[12]
- TOKYO FM WORLD[13]

## 著作権訴訟
2017年にソニーミュージックとワーナーミュージックのイギリス法人がTuneInのサービスで流れる音楽は配信許可を得ておらず著作権侵害であるため、支払いをするよう訴訟を起こした。2020年9月、TuneInはイギリス国内のユーザーのみ、イギリス国外のラジオ放送の受信を停止した。2021年3月29日、イギリス控訴院はTuneInが著作権侵害していることを認めた。